# 단일염기 다형성
DNA 염기서열에서 하나의 염기서열(A,T,G,C)의 차이를 보이는 유전적 변화 또는 변이를 단일 뉴클레오타이드 다형성(영어: single nucleotide polymorphism, SNP)이라고 하며, 스닙이라고 읽는다.
인구집단에서 1% 이상의 빈도로 존재하는 2개 이상의 대립 염기서열이 발생하는 위치를 SNP이라고 하며 대립유전자형이 5%이상의 빈도로 존재하는 경우 common polymorphism이라고 하며, 1~5%인 경우 rare polymorphism으로 분류한다.

## 이용
단일 핵산염기 다형현상은 각 개인마다 많은 변이를 보이는 부분이므로 DNA 지문 분석에 주로 이용된다.

## 같이 보기
- 집단유전학
- 유전체학
- 유전자 복제수 변이